# Погорілець (річка)
Погорілець — гірська річка в Україні, у Верховинському районі Івано-Франківської області в Галичині. Ліва притока Шибений (басейн Пруту).

## Опис
Довжина річки приблизно 10,29 км, найкоротша відстань між витоком і гирлом — 7,45 км, коефіцієнт звивистості річки — 1,38. Формується багатьма безіменними гірськими потоками.

## Розташування
Бере початок на північний і східних схилах Попа Івана та південних схилах Смотрича . Спочатку тече переважно на південний схід попід горою Шурин (1772,9 м), далі тече на північний захід попідд горою Явірник (1374,1 м) і в присілку села Зелене впадає у річку Шибений, ліву притоку Чорного Черемоша.

## Цікаві факти
- На правому березі річки розташоване озеро Марічейка та раніше було водосховище для сплаву лісу Шибене, а на правому березі — дві безіменні гори (висоти: 1741,1 м , 1448,7 м)[2].
- У пригирловій частині розташований лісовий масив ялини[2].